# Distrikt Callanmarca
Der Distrikt Callanmarca liegt in der Provinz Angaraes in der Region Huancavelica im südwestlichen Zentral-Peru. Der Distrikt wurde am 28. Februar 1941 gegründet. Er besitzt eine Fläche von 24,7 km². Beim Zensus 2017 wurden 642 Einwohner gezählt. Im Jahr 1993 lag die Einwohnerzahl bei 1012, im Jahr 2007 bei 898. Sitz der Distriktverwaltung ist die 3526 m hoch gelegene Ortschaft Callanmarca mit 515 Einwohnern (Stand 2017). Callanmarca liegt knapp 18 km nordöstlich der Provinzhauptstadt Lircay.

## Geographische Lage
Der Distrikt Callanmarca liegt im ariden Andenhochland im Norden der Provinz Angaraes. Der Río Urubamba umfließt den Distrikt im Nordwesten und im Nordosten.
Der Distrikt Callanmarca grenzt im Süden an den Distrikt Huanca-Huanca, im Südwesten an den Distrikt Huayllay Grande, im Nordwesten an den Distrikt Anta (Provinz Acobamba) sowie im Nordosten an den Distrikt Acobamba (ebenfalls in der Provinz Acobamba).